# Trevor Bickle
Trevor Sydney Bickle (ur. 17 lipca 1943 we Fremantle) – australijski lekkoatleta, dwukrotny mistrz igrzysk Imperium Brytyjskiego i Wspólnoty Brytyjskiej w skoku o tyczce.
Zwyciężył w skoku o tyczce (wyprzedzając Daniego Burgera z Federacji Rodezji i Niasy i swego kolegę z reprezentacji Australii Rossa Filshie) na igrzyskach Imperium Brytyjskiego i Wspólnoty Brytyjskiej w 1962 w Perth. Nie udało mu się zakwalifikować do występu na igrzyskach olimpijskich w 1964 w Tokio.
Ponownie zdobył złoty medal w skoku o tyczce (tym razem przed Mikiem Bullem z Irlandii Północnej i Gerrym Moro z Kanady) oraz zajął 8. miejsce w dziesięcioboju na igrzyskach Imperium Brytyjskiego i Wspólnoty Brytyjskiej w 1966 w Kingston.
Bickle był mistrzem Australii w skoku o tyczce w 1962/1963, 1965/1966 i 1966/1967 oraz wicemistrzem w 1963/1964.
Trzykrotnie poprawiał rekord Australii w skoku w o tyczce do wyniku 4,83 m, uzyskanego 16 marca 1968 w Melbourne.
Uważany za czołowego lekkoatletę Australii Zachodniej, w 1989 został wprowadzony do sportowej Hall of Fame tego stanu.